# Ardisia nevermannii
Ardisia nevermannii är en viveväxtart som beskrevs av Paul Carpenter Standley. Ardisia nevermannii ingår i släktet Ardisia och familjen viveväxter. Inga underarter finns listade i Catalogue of Life.